# Alfio Quarteroni
Alfio Maria Quarteroni, né le 30 mai 1952 à Ripalta Cremasca est un mathématicien italien et suisse.

## Biographie
Après sa thèse de mathématiques à l'université de Pavie en 1975 Alfio Quarteroni entre au centre de recherches Guido Donegani (it) de Montedison à Novare où il restera jusqu'à son service militaire (1976-1977). Il va à Paris de 1979 à 1980 comme post-doc en analyse numérique à l'université Pierre-et-Marie-Curie à Paris.
Il obtient par la suite les postes suivants :
- chercheur en analyse numérique au CNR à Pavie (1977-1986) ;
- professeur d'analyse numérique et président du département de mathématiques de l'université catholique du Sacré-Cœur à Brescia (1986-1989) ;
- professeur de mathématiques à l'université du Minnesota à Minneapolis (1990-1992) ;
- professeur titulaire de la chaire modélisation et calcul scientifique à l'EPFL de 1998 jusqu'en 2017, émérite à partir de cette date ; fondateur du CADMOS, laboratoire commun des universités de Genève, Lausanne et de l'EPFL ;
- professeur, fondateur et directeur du laboratoire MOX de modélisation et calcul scientifique à l'école polytechnique de Milan.

## Carrière scientifique
Sa carrière est dédiée au le calcul scientifique. Il est l'auteur de plusieurs centaines d'articles et directeur de thèse de 62 étudiants.
Il a été éditeur associé de 32 revues scientifiques et de plusieurs séries d'ouvrages et membre d'un grand nombre de conseils scientifiques.
Il est également le cofondateur de trois start-ups.

## Distinctions
Membre de :
- Académie des sciences et des lettres de l'institut lombard, 1995;
- Académie des Lyncéens, 2004 ;
- Académie européenne des sciences, 2010 ;
- European Society of Computational Methods in Sciences and Engineering, 2010 ;
- SATW, 2012 ;
- Academia Europaea, 2014 ;
- Académie des sciences de Lisbonne, 2018.

Récompenses :
- NASA - Group Achievement Awards pour ses travaux pionniers en Mécanique des Fluides Numérique, 1992 ;
- prix SIAM pour une publication remarquable, 2004 ;
- Fellow Award de l'International Association of Computational Mechanics, 2004[5] ;
- Fellow SIAM, 2009 ;
- Prix Galilée pour la science, 2015 ;
- Lecture Euler à Sanssouci, 2017 ;
- Prix Euler du livre d'ECCOMAS (2021-22) ;
- Prix Lagrange de l'ICIAM (2020-23).

## Ouvrages
- (en) A. Quarteroni et A. Valli, Domain Decomposition Methods for Partial Differential Equations, Oxford University Press, 1990

- (en) Alfio Quarteroni et Alberto Valli, Numerical Approximation of Partial Differential Equations, Springer, 1994 (ISBN 978-3-540-85268-1)

- Alfio Quarteroni, Riccardo Sacco et Fausto Saleri, Méthodes numériques pour le calcul scientifique. Programmes en MATLAB, Springer-Verlag, 2000 (ISBN 2287597018)

- (de) Alfio Quarteroni, Riccardo Sacco et Fausto Saleri, Numerische Mathematik 1, Springer-Verlag, 2006 (ISBN 3540678786)

- (en) Claudio Canuto, M. Youssuff Hussaini, Alfio Quarteroni et Thomas A. Zang, Spectral Methods. Fundamentals in Single Domains, Springer-Verlag, 2006 (ISBN 978-3-540-30726-6)

- (en) Alfio Quarteroni, Riccardo Sacco et Fausto Saleri, Numerical Mathematics, Springer, 2007 (ISBN 978-3-540-49809-4)

- Alfio Quarteroni, Fausto Saleri et Paola Gervasio, Calcul scientifique. Cours, exercices corrigés et illustrations avec MATLAB and Octave, Springer-Verlag, 2010 (ISBN 978-88-470-1675-0, lire en ligne)

- (it) Alfio Quarteroni, Calcolo scientifico, Springer, 2012 (ISBN 8847027446)

- (it) Alfio Quarteroni, Modellistica Numerica per Problemi Differenziali, Springer, 2012 (ISBN 978-88-470-2748-0)

- (en) Alfio Quarteroni, Numerical Models for Differential Problems, Springer, 2014 (ISBN 978-88-470-5522-3)

- (en) Alfio Quarteroni, Matematica numerica, Springer, 2014 (ISBN 8847056438)

- (en) Alfio Quarteroni, Fausto Saleri et Paola Gervasio, Scientific Computing with MATLAB and Octave, Springer-Verlag, 2014 (ISBN 978-3-642-45367-0)

- (it) Alfio Quarteroni, Fausto Saleri et Paola Gervasio, Matematica Numerica Esercizi, Laboratori e Progetti, Springer-Verlag, 2014 (ISBN 978-8847055407)

- (en) Alfio Quarteroni, Andrea Manzoni et Federico Negri, Reduced Basis Methods for Partial Differential Equations, Springer-Verlag, 2016 (ISBN 978-3-319-15431-2)

- (it) Alfio Quarteroni et Paola Gervasio, I delfini delle Eolie, i battiti del cuore, i motori di ricerca, Zanichelli, 2019 (ISBN 9788808920553)

- (en) Alfio Quarteroni, Mathematical Modelling of the Human Cardiovascular System, Cambridge University Press, 2019 (ISBN 9781108616096)

- (it) Alfio Quarteroni, Le equazioni del cuore, della pioggia e delle vele. Modelli matematici per simulare la realtà, Zanichelli, 2020 (ISBN 978-88-088-2055-6)

- (en) Alfio Quarteroni, A Primer on Mathematical Modelling, Cambridge University Press, 2020 (ISBN 978-3-030-44541-6)

- (it) Andrea Manzoni, Alfio Quarteroni et Sandro Salsa, Optimal Control of Partial Differential Equations: Analysis, Approximation, and Applications, Springer, 2021 (ISBN 303077225X)

- (it) Alfio Quarteroni, Algoritmi per un nuovo mondo, Dedalo, 2021 (ISBN 8822016084)

- (en) Peter Benner, Stefano Grivet-Talocia, Alfio Quarteroni, Gianluigi Rozza, Wil Schilders et Luís Miguel Silveira, Model order reduction: basic concepts and notation, De Gruyter, 2021 (lire en ligne)

- (en) Alfio Quarteroni, Algorithms for a New World. When Big Data and Mathematical Models Meet, Springer, 2022 (ISBN 978-3-030-96166-4)

- (it) Autori Vari, Silvano Tagliagambe, Martin Philip Larrey, Luca De Biase, Alfio Quarteroni, Alberto Felice De Toni, Andrea Bonaccorsi, Michele Kettmaier, Antonio Grieco et Roberto Masiero, Tecnologia è biologia...e viceversa: (ri)pensare la conoscenza nell'era digitale, Kitzanos, 2022 (ASIN B09R2L46PW)

- (en) Alfio Quarteroni, Modeling Reality with Mathematics, Springer, 2023 (ISBN 978-3-030-96161-9)